# John Booth
John Alfred Booth, född den 18 december 1954 i Rotherham i Storbritannien, är en före detta brittisk racerförare som för närvarande är  Formel 1-stallet Manors stallchef. Han var ursprungligen stallets sportchef, men tog över rollen som stallchef från Alex Tai mindre än en månad efter att stallet, som då hette Virgin Racing, grundats.